# Trachyandra malosana
Trachyandra malosana là một loài thực vật có hoa trong họ Thích diệp thụ. Loài này được (Baker) Oberm. miêu tả khoa học đầu tiên năm 1962.